# Layne Staley
Layne Thomas Staley (Kirkland, 22 augustus 1967 – Seattle, 5 april 2002) was een Amerikaans musicus. Hij was leadzanger en co-songwriter van de Amerikaanse rockband Alice in Chains, opgericht in 1987 door Staley en gitarist Jerry Cantrell. Alice in Chains werd internationaal bekend als een van de bands die onderdeel uitmaakten van de grunge-beweging van begin jaren negentig. Staley maakte ook deel uit van de supergroepen Mad Season en Class of '99. Gedurende zijn carrière worstelde Staley met een ernstige drugsverslaving, wat uiteindelijk leidde tot zijn dood in april 2002.

## Jeugd
Zijn ouders, Nancy McCallum en Phil Staley, scheidden toen Layne zeven jaar was. Hij werd daarna opgevoed door zijn moeder en zijn stiefvader, Jim Elmer. Layne kreeg te horen dat zijn echte vader overleden was. Dit was niet waar, maar zijn vader was een druggebruiker en verdween vijftien jaar lang uit Laynes leven. Tijdens zijn tienerjaren nam Layne de familienaam van zijn stiefvader aan en was dus een tijd gekend als Layne Elmer. Pas na zijn middelbareschooltijd nam hij zijn geboortenaam weer aan. Layne heeft later in interviews verteld dat hij altijd gehoopt en geloofd heeft dat zijn vader zou terugkeren eens hij beroemd was.
Op twaalfjarige leeftijd leerde Staley te drummen, maar hij wilde vooral zingen, iets wat hij vanaf zijn vijftiende deed. Zijn favoriete bands destijds waren onder anderen de Doors en Black Sabbath. In zijn jeugdjaren zong Staley in glambands, waaronder zijn band Sleeze, die uit elkaar ging in 1986. Daarna richtte hij de band Alice N' Chainz op. In 1987 ontmoette hij gitarist Jerry Cantrell in de Music Bank Studio's. De twee werden kamergenoten en toen Alice N' Chainz stopte, zat Staley in een nieuwe band die nog een gitarist nodig had. Hij vroeg Cantrell om zich bij zijn band te voegen. Cantrell stemde in, op voorwaarde dat Staley bij Cantrells band Diamond Lie kwam, die toen bestond uit drummer Sean Kinney en bassist Mike Starr. Laynes band ging uit elkaar en in 1987 voegde Staley zich voorgoed bij de band van Cantrell. Diamond Lie veranderde uiteindelijk hun naam in Alice in Chains.

## Alice in Chains
Op 21 augustus 1990 bracht Alice in Chains hun debuutalbum Facelift uit. De tweede single uit dat album "Man in the Box" werd een grote hit. Met twee miljoen verkochte exemplaren haalde Facelift dubbel platina in de Verenigde Staten. De band deed een tour van twee jaar om het album te promoten.
Begin 1992 bracht de band de ep Sap uit.
In september 1992 brachten ze het album Dirt uit. Dirt wordt gezien als het beste en meest succesvolle werk van Alice in Chains. Staley begon steeds meer teksten te schrijven en daardoor werd het album gedomineerd door de zware, duistere teksten, die voortkwamen uit Staleys groeiende drugsprobleem en persoonlijke problemen. Het album kwam binnen op nummer 6 in de Billboard 200 en haalde uiteindelijk viermaal platina. Tijdens de tour verliet bassist Mike Starr de band om persoonlijke redenen en werd hij vervangen door Mike Inez.
In 1994 bracht de band hun tweede ep Jar of Flies uit. Het was de eerste ep ooit die binnenkwam op nummer 1. De andere bandleden zagen dat Staley steeds zwakker werd door zijn verslaving en besloten niet te toeren voor Jar of Flies. De ep haalde dubbel platina. Na de release liet Staley zich opnemen in een ontwenningskliniek en begon te werken aan een project met andere muzikanten uit Seattle. De supergroep kreeg de naam Mad Season en bestond uit Layne Staley, Mike McCready van Pearl Jam, Barrett Martin van Screaming Trees en John Baker Saunders. Zijn goede vriend Mark Lanegan nam in enkele nummers de zang voor zijn rekening. Mad Season bracht hun enige album Above uit in maart 1995.
Eind 1995 bracht Alice in Chains hun album Alice in Chains uit, ook wel Tripod genoemd, vanwege Cantrells driepotige hond op de cover. Tripod haalde net als Facelift en Jar of Flies dubbel platina. Er werd wederom niet getoerd om het album te promoten.
Op 10 april 1996, na drie jaar afwezigheid, trad Alice in Chains op voor MTV Unplugged. Staley zag er zwak en ziek uit, maar bleek toch in staat om een sterk optreden te verzorgen.
Op 3 juli 1996 trad Staley voor de laatste keer op.
Staleys toestand werd enkel erger toen op 29 oktober 1996 zijn ex-vriendin Demri Lara Parrott, voor wie hij nog veel genegenheid voelde, overleed aan een bacteriële endocarditis, een complicatie van haar heroïneverslaving.
Op 26 februari 1997 stond Staley voor de laatste keer in de spotlights toen Alice in Chains de Grammy Awards bijwoonde omdat het nummer "Again" (van het derde titelloze album) was genomineerd voor 'Best Hard Rock Performance'.
In september 1998 nam Staley met Alice in Chains twee nummers op: "Get Born Again" en "Died". Deze twee nummers zijn terug te vinden op de Music Bank-boxset die uitkwam in 1999.
In november 1998 nam Staley samen met leden van Rage Against the Machine, Jane's Addiction en Porno for Pyros, onder de naam Class of '99, een cover van het nummer "Another Brick in the Wall" van Pink Floyd op voor de soundtrack van de film The Faculty. Er werd ook een videoclip gemaakt voor het nummer. Alle bandleden werden speciaal gefilmd voor de video, maar voor Staley werden archiefbeelden van Live at the Moore gebruikt, een optreden uit 1995 met Mad Season.

## Laatste jaren en overlijden
Tussen 1999 en 2002 trok Staley zich meer en meer terug en leefde als een kluizenaar in zijn woning in Seattle. Vrienden en familie hadden nog nauwelijks contact met hem, ondanks vele pogingen. Het was niet abnormaal dat men weken niets van hem hoorde.
Op 19 april 2002 nam een accountant van Layne contact op met de voormalige manager van Alice in Chains Susan Silver. De accountant had de mededeling dat Layne twee weken geen geld meer had opgenomen. Susan besloot na dit bericht contact op te nemen met de moeder (Nancy) van Layne. Nancy had de politie van Seattle gebeld en vervolgens waren ze (politie en ouders van Layne) naar zijn appartement gegaan waar zijn lichaam werd ontdekt. De overlijdensdatum werd geschat op 5 april 2002, exact acht jaar na de dood van een ander grunge-icoon, Kurt Cobain. Layne overleed na het injecteren van een mengeling van cocaïne en heroïne, ook wel speedball genoemd. Bij zijn lengte van 1.80 m woog hij nog maar 39kg.

## Alice in Chains na Staleys dood
De eerste jaren na de dood van Staley weigerden de leden van Alice in Chains samen op te treden uit respect voor hem. In 2005 kwamen ze toch samen voor een benefietconcert voor de slachtoffers van de tsunami van 26 december 2004. Verschillende gastzangers vulden de plaats van Staley op, waaronder Patrick Lachman van Damageplan, Phil Anselmo van Pantera en Down, Wes Scantlin van Puddle of Mudd, Maynard James Keenan van Tool en Ann Wilson van Heart. De reacties waren positief en de band besloot in 2006 om weer samen te komen. Zanger William DuVall sloot zich bij de band aan ter vervanging van Staley.
Op 29 september 2009 bracht Alice in Chains het album Black Gives Way to Blue uit. De titeltrack is een eerbetoon aan Layne Staley en de pianopartijen in het nummer werden gespeeld door Elton John.
Op 28 mei 2013 bracht Alice in Chains het album The Devil Put Dinosaurs Here uit.

## Layne Staley Fund
In 2002 vormde Laynes moeder Nancy samen met Jamie Richards, een verslavingstherapeut, het Layne Staley Fund. Ze zamelen geld in voor de behandeling van drugverslaafden en werken samen met de muziekscene van Seattle. Elk jaar, rond zijn verjaardag, wordt er een concert ter ere van Staley gehouden. De opbrengst van de ticketverkoop en merchandising gaan naar het LSF.
- Biblioteca Nacional de España: XX1128254
- International Standard Name Identifier: 0000 0000 5565 6630
- Library of Congress Control Number: n2005050062
- MusicBrainz: ddf488d8-f809-47a0-adb3-95bbc7aa20f0
- Nationale Bibliotheek van Israël: 987007396521205171
- Virtual International Authority File: 36326021
- WorldCat: E39PBJfrKrTCvFjkF78CKBkCcP